# Josep Tomàs Cabot
Josep Tomàs Cabot (Manresa, (Bages), 27 d'agost de 1930 - 12 de octubre de 2024) fou un novel·lista, professor universitari, doctor en Filosofia i Lletres, llicenciat en Medicina, historiador i periodista català.

## Vida
Nascut a Manresa, el 27 d'agost de 1930, va fer el batxillerat a l'Institut Lluís de Peguera i alguns cursos de música i dibuix. Dominava el francès, l'anglès i l'alemany. Inicia la carrera de medicina l'any 1947, encara que no va exercir mai. Després del servei militar al Marroc, comença la carrera de periodisme a l'Escola Oficial de Barcelona però deixa els estudis inacabats. Anys més tard, el 1972, acabarà la carrera de periodisme obtenint el número 1 de la seva promoció. Escriu la tesina sobre en Josep Pla, obra inèdita.
A finals dels anys 50 escriu a la Revista Bages, col·labora a Gazeta de Manresa i més tard a la revista Destino i a La Vanguardia. Des de l'any 1991 i fins al 1997 serà el director de la revista Historia y vida. Ha col·laborat de forma esporàdica a El Correo Catalán, la revista Índice i Cuadernos para el Diálogo, entre d'altres. Des de l'any 1981 i fins al 1983 publica al diari Regió 7 una sèrie d'articles sota el títol Galeria d'estudiosos.
Abans d'acabar Periodisme, inicia els estudis d'Història Moderna i Contemporània i es llicencia l'any 1974 amb la tesina Introducción metodológica a la història de la ciencia. El 23 d'abril de 1981 obté el títol de Doctor en Filologia Hispànica, amb la tesi Introducción en el estudio del lenguaje científico.
L'any 1959 obté el premi Sésamo, de novel·la curta, amb El piquete, que publicarà l'any següent Destino.
Ha estat professor d'Història del Moviment Obrer a l'Escola de Formació Social Torras i Bages. Després ho seria d'Història d'Espanya Moderna i Contemporània, als Cursos d'Estudis Hispànics per a estrangers de la Universitat de Barcelona, des del 1974 i fins al 1992.
Membre de la Comissió d'Historiadors del Mil·lenari de Catalunya, va ser un dels coordinadors de l'obra Història de Manresa 1900-1950. Participa, també, en la Historia Universal Salvat i en el Diccionari dels catalans d'Amèrica.
Fou membre de la junta dels Administradors de la Festes de la Llum, de la qual va ser pregoner l'any 1990. Ha estat secretari dels Jocs Florals l'any 1960 i membre del jurat. També ho ha estat dels premis Oms i de Prat de Caixa Manresa.
També fou autor de diversos pròlegs i va intervenir en nombroses presentacions de llibres, pel·lícules i conferències.
Formà part del col·lectiu Narradors Centrals, integrat per diversos escriptors del Bages, Berguedà, Anoia, Solsonès i Osona.
El 24 de novembre de l'any 2006, al Saló de Sessions de l'Ajuntament de Manresa, va rebre el premi Bages de Cultura, instituït per la delegació del Bages d'Òmnium Cultural.
El 2014 cedeix a l'Ajuntament de Manresa un recull de documents sobre la seva obra i la família materna Verdaguer, i el maig de 2016 va donar el seu arxiu personal al Museu Nacional de la Ciència i de la Tècnica de Catalunya.

## Obres
- El piquete. Barcelona: Destino, 1960
- La reducción. Barcelona: Destino, 1963
- Cántico en la noche. Madrid: Prensa Española, 1969
- Bona nit, senyor hoste!. Barcelona: Destino, 1985
- L'inesperat arcàngel del matí. Barcelona: Planeta, 1986. Finalista al premi Ramon Llull.
- Giravolt dels dies. Barcelona: Destino, 1986
- L'últim experiment. Barcelona: La Campana, 1994. Finalista al premi Ramon Llull
- Deu visites al company absent. Barcelona : Columna, 1997
- Felipe II. Barcelona : Planeta, 1997
- Adéu Bakunin, Barcelona: Columna, 1998
- Els Miralls de Schubert. Lleida: Pagès, 2001
- La cadena. Berga: L'Albí, 2002
- 2112. Berga: L'Albí, 2003
- El Joc de l'urani. Lleida: Pagès, 2003
- La Petita pàtria de cadascú. Lleida: Pagès, 2003. Obra presentada al II Premi Ramón Vinyes de Teatre, 2003
- Escamot d'afusellament. Berga: L'Albí, 2004
- El Llarg camí de la ciència : fets i personatges decisius. Berga: L'Albí, 2004
- El Tren de Sibèria. Lleida: Pagès, 2005
- El Progrés tecnològic : notícia dels invents més útils. Berga: L'Albí, 2006
- Weekend amb Robinson Crusoe. Berga: Albí, 2007
- El Capot del tsar. Berga: L'Albí, 2010
- La Feina feta : memòries professionals. Berga: L'Albí, 2010
- El cercle tràgic. Berga: L'Albí, 2013. Trilogía que comprèn la reedició de les novel·les Giravolt dels dies, Deu visites al company absent i Adéu, Bakunin.[7]